# Chiffre Pollux
Le Chiffre Pollux est une méthode de chiffrement et d'encodage spécialement conçue pour le morse. Il s'agit d'une sous-catégorie de la substitution polyalphabétique : la substitution homophonique consiste à remplacer chaque lettre par un nombre de symboles proportionnel à sa fréquence d'apparition.

## Fonctionnement
Dans l'alphabet morse, les lettres sont représentées au moyen de trois éléments : point, trait et espace. Le chiffre Pollux consiste à remplacer ces trois éléments au moyen d'une liste chiffrante. Celle-ci fait le lien entre les trois symboles du morse et les lettres de l'alphabet ou les chiffres.
Comme il existe 10 chiffres et 26 lettres, on peut, par exemple, établir que l'on affectera 3 chiffres (ou 8 lettres) au trait et à l'espace, et 4 chiffres (ou 9 ou 10 lettres) au point, car le point présente une fréquence supérieure à celle du trait et de l'espace.
La table de substitution suivante est une possibilité parmi d'autres :
| Symbole en morse | Chiffres de substitution | Lettres de substitution      |
| ---------------- | ------------------------ | ---------------------------- |
| Point            | 0, 3, 7, 8               | A, E, F, M, O, P, Q, X, Y, Z |
| Trait            | 1, 4, 5                  | B, C, G, J, N, R, T, W       |
| Espace           | 2, 6, 9                  | D, H, I, K, L, S, U, V       |

Par exemple, pour chiffrer "{\displaystyle \cdot -~}" (point trait espace), on pourrait transmettre "8W2", "359" ou encore "QCH".
À titre d'exemple, le mot « ATTAQUEZ » codé en morse pourrait être chiffré de cette façon (un espace du morse est inséré entre chaque lettre). Avec la table ci-dessus et un message chiffré comprenant uniquement des chiffres, il existe par exemple 36 possibilités de coder un A (point trait espace). Bien entendu, les autres lettres peuvent aussi être chiffrées de plusieurs manières.
| A                       | T                 | T                 | A                       | Q                         | U                             | E                      | Z                              |
| ----------------------- | ----------------- | ----------------- | ----------------------- | ------------------------- | ----------------------------- | ---------------------- | ------------------------------ |
| {\displaystyle \cdot -} | {\displaystyle -} | {\displaystyle -} | {\displaystyle \cdot -} | {\displaystyle --\cdot -} | {\displaystyle \cdot \cdot -} | {\displaystyle \cdot } | {\displaystyle --\cdot \cdot } |
| 316                     | 49                | 52                | 042                     | 54819                     | 3746                          | 09                     | 1187                           |

## Cryptanalyse
Naturellement, ce chiffre pourrait se compliquer d'une transposition qui bouleverserait de façon plus ou moins simple les éléments du cryptogramme. Toutefois, même sans transposition, il est acceptable à condition que soient employées comme composantes les lettres et non les chiffres (car le nombre des homophones est ainsi nettement plus élevé) et que soit fréquemment changée la liste chiffrante. Un grave défaut du système réside dans l'allongement notable du texte chiffré. En outre, l'emploi rationnel des homophones exige une certaine habileté de la part des chiffreurs pour éviter de donner des armes aux cryptanalystes.

## Encodeurs, Décodeurs
Il existe plusieurs outils permettant la conversion d'un message en chiffre Pollux, ou le décodage d'un message chiffré en Pollux.